# Tawakkul
Tawakkul (arabsky: تَوَكُّل‎) je arabský termín z islámské teologie označující spoléhání se na Boha. Je jedním z nejdůležitějších témat islámské etiky. Toto zbožné spolehnutí závisí na víře v absolutní Boží moc. Je zmíněno v Koránu 65:3: A tomu, kdo spoléhá se na Boha, tomu On postačí, vždyť Bůh uskutečňuje rozkaz svůj a Bůh ustanovil pro věc každou rozměr její. Tawakkul jako teologický koncept poprvé zpracoval Šaqiq al-Balchí.